# Edward E. Schilling
Edward E. Schilling ( n. 1953 ) es un botánico estadounidense. Desarrolla actividades académicas en el Dep. de Ecología & Biología Evolutiva, División de Biología, Universidad de Tennessee, y en su Jardín Botánico.

## Algunas publicaciones
- e.e. Schilling, r.j. Leblond, b.a. Sorrie, a.s Weakley. 2007. Relationships of the New England boneset, Eupatorium novae-angliae (Asteraceae). Rhodora 109:145–160

- j.b. Beck, g.l. Nesom, p.j. Calie, g.i. Baird, r.l. Small, e.e Schilling. 2004. Is subtribe Solidagininae (Asteraceae) monophyletic? Taxon 53:691–698

- susan b. Farmer, edward e. Schilling. 2002. Phylogenetic analyses of Trilliaceae based on morphological and molecular data. Systematic Botany 27 (4): 674-692 en línea

- gregory j. Schmidt, e.e. Schilling. 2000. Phylogeny and biogeography of Eupatorium (Asteraceae: Eupatorieae) based on nuclear ITS sequence data. Am. J. of Botany 87: 716–726 PMID 10811796 doi: 10.2307/2656858 Archivado el 26 de junio de 2010 en Wayback Machine.

- e.e. Schilling, j.l. Panero, p.b. Cox. 1999. Chloroplast DNA restriction site data support a narrowed interpretation of Eupatorium (Asteraceae). Plant Systematics and Evolution 219: 209–223

- -----------------, -----------------. 1996. Phylogenetic reticulation in subtribe Helianthinae. Am. J. of Botany 83: 939–948

- otmar Springa, edward e. Schilling. 1990. The origin of Helianthus × multiflorus and H. × laetiflorus (Asteraceae). Biochem. Syst. Ecol. 18 ( 1): 19-23

- edward e. Schilling. 31. Helianthus ×_laetiflorus Flora of North America, Vol. 21 Page 142, 144, 147, 160, 161

- o. Spring, e.e. Schilling. 1989. A chemosystematic investigation of the annual species of Helianthus (Asteraceae). Biochem. Syst. Ecol. 17:535-38

## Honores
Miembro de
- American Society of Plant Taxonomists
- Botanical Society of America
- International Association for Plant Taxonomy
- Southern Appalachian Botanical Society

- La abreviatura «E.E.Schill.» se emplea para indicar a Edward E. Schilling como autoridad en la descripción y clasificación científica de los vegetales.[2]